# Andrés Fernández Moreno
Andrés Eduardo Fernández Moreno (Alcantarilla, Murcia, 16 de diciembre de 1986), conocido deportivamente como Andrés Fernández, es un futbolista español. Ocupa la demarcación de portero y milita en la U. D. Almería de la Segunda División de España.

## Trayectoria

### Juventud
En su juventud, jugó en equipos de Murcia: Puebla de Soto, Rincón de Seca y Nueva Vanguardia.

### Tenerife
Con 14 años se desplazó a Tenerife porque toda su familia se fue a vivir allí, ya que su padre era militar, estuvo 5 años en la cadenas de filiales del Club Deportivo Tenerife y a los 18 decidió cambiar de aires, acompañando a su familia a Mallorca. Durante su última temporada hizo la pretemporada en la Isla de La Palma con el primer equipo.
En Tenerife comenzó sus estudios universitarios, más concretamente en la ETSII, Escuela Técnica Superior de Ingeniería Informática.

### Mallorca B
Su primer equipo profesional fue el Real Club Deportivo Mallorca B después de venir de Tenerife, donde trabajaba su padre. Desde Mallorca dio el salto al Club Atlético Osasuna con el equipo filial. Tenía contrato hasta 2015 y una cláusula era de 9 millones de euros.

### Osasuna
Fichó por el Osasuna B y más tarde empezó a jugar con el primer equipo. Su debut en Primera División fue el 21 de octubre de 2007, tras tener que sustituir en una expulsión a Elía, portero titular.
Andrés Fernández tuvo que saltar al terreno de juego en Almería por la expulsión de Elía al inicio del segundo período y, sin tiempo para tocar el balón, encajó el gol en el penalti transformado por Felipe Melo, para posteriormente recibir un segundo gol de Álvaro Negredo.
Tras esta aparición, se consagró como portero titular en el equipo filial.

### Huesca
En julio de 2010 fue cedido por el club al S. D. Huesca de la Segunda División durante una temporada, en la que incluso llegó a ser Trofeo Zamora de la Segunda División, durante la temporada 2010-11.

### Regreso a Osasuna
Tras sus actuaciones en la S. D. Huesca, en la temporada 2011-12 fue repescado por el Osasuna. Andrés se hizo con la titularidad en Osasuna tras la lesión en el primer partido de Asier Riesgo en el estadio Vicente Calderón frente al Atlético de Madrid, dejando la portería a cero. Desde ahí fue titular en el marco rojillo, incluyendo actuaciones contra el Real Betis, la Real Sociedad, F. C. Barcelona, o Levante U. D. entre muchos otros.
En la temporada 2012-13, se enfrentó al F. C. Barcelona en la segunda jornada de la Liga. Llegó a hacer 13 paradas y encajó 2 goles.
Durante su periodo en Osasuna estuvo a punto de ser fichado por el Real Madrid C. F., que se fijó en sus dotes como guardameta. Finalmente acabó descendiendo con Osasuna a Segunda División en la temporada 2013-14.

### FC Porto
En la temporada 2014-15 fue traspasado al FC Porto, por 2,5 millones de euros. En el conjunto dirigido por Julen Lopetegui, no tuvo muchas oportunidades, y tan solo pudo disputar tres partidos (uno en Liga, otro en Copa y otro en Europa, competición en la que pudo hacer su debut).

### Regreso a España
En verano de 2015 fue cedido del F.C. Porto al Granada C. F., regresando así a la Primera División. Su debut con el conjunto rojiblanco se produjo en una derrota por 1-3 ante la S. D. Eibar en la primera jornada de Liga, aunque no obstante, en el Granada, volvió a recuperar las buenas sensaciones y la titularidad.
Entonces llegó al Villarreal C. F. Empezó la temporada 2016-17 como guardameta suplente de Sergio Asenjo en liga, aunque su debut se produjo el 15 de septiembre en la primera jornada de la fase de grupos de la Liga Europa frente al F. C. Zürich. En liga debutó en la jornada 24 frente al Real Madrid tras la grave lesión de Sergio Asenjo. Andrés Fernández terminó la liga siendo titular en las 13 jornadas restantes.
Empezó la temporada 2017-18 siendo el portero titular en la primera jornada de liga frente al Levante U. D. y en la segunda frente a la Real Sociedad, aunque una rotura del ligamento cruzado le mantendría apartado de los terrenos de juego 7 meses. Volvió a la titularidad en la jornada 38 de liga frente al Real Madrid, partido que finalizó con empate a 2.
En la temporada 2018-19 fue el guardameta titular en los encuentros de Liga Europa y Copa del Rey. En la competición europea disputó hasta 12 partidos llegando a cuartos de final, y en la Copa del Rey 4 encuentros. En liga no jugó hasta la jornada 32, en el partido contra el Club Deportivo Leganés. Finalmente jugó los 6 encuentros restantes de la competición.
Aunque inició la temporada 2019-20 como titular, perdió el puesto en la cuarta jornada de Liga a manos de su compañero Sergio Asenjo.
El 28 de agosto de 2020 se hizo oficial su regreso a la S. D. Huesca firmando por tres temporadas. Pasado ese tiempo dejó el club al expirar su contrato. Entonces continuó su carrera en el Levante U. D. con el que firmó por un año en el mes de agosto.
El 30 de junio de 2025 terminó contrato con los granotas y se marchó tras ascender a Primera División. Días después, el 21 de julio, fichó por la U. D. Almería hasta 2027.

## Clubes
| Club                      | País     | Año       |
| ------------------------- | -------- | --------- |
| R. C. D. Mallorca "B"     | España   | 2005-2007 |
| C. A. Osasuna "B"         | España   | 2007-2010 |
| S. D. Huesca (cedido)     | España   | 2010-2011 |
| C. A. Osasuna             | España   | 2011-2014 |
| F. C. Porto               | Portugal | 2014-2017 |
| Granada C. F. (cedido)    | España   | 2015-2016 |
| Villarreal C. F. (cedido) | España   | 2016-2017 |
| Villarreal C. F.          | España   | 2017-2020 |
| S. D. Huesca              | España   | 2020-2023 |
| Levante U. D.             | España   | 2023-2025 |
| U. D. Almería             | España   | 2025-act. |

## Estadísticas

### Clubes
Actualizado al último partido jugado el 17 de diciembre de 2015.
| Mallorca B · España | 3.ª           | 2006-07       | 25  | 18  | - | - | — | — | 25  | 18  | 0,72 |
| Mallorca B · España | Total club    | Total club    | 25  | 18  | 0 | 0 | 0 | 0 | 25  | 18  | 0,72 |
| Osasuna B · España | 2.ªB          | 2007-08       | 33  | 25  | - | - | — | — | 33  | 25  | 0,76 |
| Osasuna B · España | 2.ªB          | 2008-09       | 33  | 44  | - | - | — | — | 33  | 44  | 1,33 |
| Osasuna B · España | 2.ªB          | 2009-10       | 13  | 14  | - | - | — | — | 13  | 14  | 1,03 |
| Osasuna B · España | Total club    | Total club    | 79  | 83  | 0 | 0 | 0 | 0 | 79  | 83  | 1,05 |
| Huesca (cedido) · España | 2.ª           | 2010-11       | 31  | 26  | 2 | 2 | — | — | 33  | 28  | 0,85 |
| Huesca (cedido) · España | Total club    | Total club    | 31  | 26  | 2 | 2 | 0 | 0 | 33  | 28  | 0,85 |
| Osasuna · España | 1.ª           | 2007-08       | 1   | 2   | 0 | 0 | — | — | 1   | 2   | 2    |
| Osasuna · España | 1.ª           | 2011-12       | 38  | 61  | 0 | 0 | — | — | 38  | 61  | 1,60 |
| Osasuna · España | 1.ª           | 2012-13       | 37  | 46  | 1 | 2 | — | — | 38  | 48  | 1,26 |
| Osasuna · España | 1.ª           | 2013-14       | 37  | 61  | 1 | 2 | — | — | 38  | 63  | 1,66 |
| Osasuna · España | Total club    | Total club    | 113 | 170 | 2 | 4 | 0 | 0 | 115 | 174 | 1,51 |
| Porto Portugal | 1.ª           | 2014-15       | 1   | 0   | 1 | 3 | 1 | 1 | 3   | 4   | 1,33 |
| Porto Portugal | Total club    | Total club    | 1   | 0   | 1 | 3 | 1 | 1 | 3   | 4   | 1,33 |
| Granada (cedido) · España | 1.ª           | 2015-16       | 37  | 66  | 0 | 0 | — | — | 37  | 66  | 1,78 |
| Granada (cedido) · España | Total club    | Total club    | 37  | 66  | 0 | 0 | 0 | 0 | 37  | 66  | 1,78 |
| Villarreal (cedido) · España | 1.ª           | 2016-17       | 12  | 13  | 0 | 0 | 5 | 6 | 17  | 19  | 1,12 |
| Villarreal (cedido) · España | Total club    | Total club    | 12  | 13  | 0 | 0 | 5 | 6 | 17  | 19  | 1,12 |
| Total carrera | Total carrera | Total carrera | 299 | 376 | 5 | 9 | 6 | 7 | 309 | 392 | 1,27 |
| (1) Incluye datos de la Copa del Rey (2010-Act.). (2) Incluye datos de la UEFA Champions League (2014-Act.). (3) Porcentaje de goles recibidos. No incluye goles en partidos amistosos. |               |               |     |     |   |   |   |   |     |     |      |

## Palmarés

### Distinciones individuales
| Distinción                        | Año     |
| --------------------------------- | ------- |
| Trofeo Zamora de Segunda División | 2010/11 |